# Volevîn, Sokal
Volevîn (în ucraineană Волевин) este localitatea de reședință a comunei Volevîn din raionul Sokal, regiunea Liov, Ucraina.

## Demografie
Componența lingvistică a localității Volevîn
     Ucraineană (99,89%)
Conform recensământului din 2001, majoritatea populației localității Volevîn era vorbitoare de ucraineană (99,89%), existând în minoritate și vorbitori de alte limbi.